# Taça da Liga
A Taça da Liga, também conhecida como Allianz Cup por razões de patrocínio, é uma competição de futebol organizada pela Federação Portuguesa De Futebol (FPF), tendo sido criada na temporada 2007–2008. Todas as equipas dos dois primeiros escalões de futebol profissional, Primeira Liga e Segunda Liga, participam nesta competição (com exceção das equipas B).   
A primeira edição teve como vencedor o Vitória de Setúbal, que derrotou o Sporting por 3–2 nas grandes penalidades, após um empate a zero no tempo regulamentar.
Com 8 troféus conquistados, o Benfica é o clube com mais titulos na Taça da Liga.
O atual detentor do troféu é o SL Benfica, que conquistou a sua oitava Taça da Liga na final realizada a 11 de janeiro de 2025, na qual venceu o Sporting por 7–6 nos penáltis,  depois de empatar por 1–1 no tempo regulamentar.

## História
A criação de uma segunda Taça, disputada exclusivamente pelos clubes profissionais era uma ambição antiga da Liga Portuguesa de Futebol Profissional, fundada em 1978. Só após a organização da Primeira e Segunda Ligas passar, na época 1995–96, da Federação Portuguesa de Futebol para a Liga Portuguesa de Futebol Profissional é que a discussão acerca da nova competição se aprofundou.
A Taça da Liga foi proposta pelo Sporting e pelo Boavista, em 2006, e aprovada por unanimidade por todos os clubes das ligas profissionais numa reunião no Porto, a 28 de novembro de 2006.
A Taça da Liga, nas 17 edições disputadas até ao momento, teve 5 clubes vencedores: Benfica (8 troféus), Sporting (4 troféus), SC Braga (3 troféus) e Vitória de Setúbal, Moreirense e Porto (1 troféu cada).
Por motivos de patrocínio nas primeiras três temporadas pela Carlsberg Group, era conhecida como Carlsberg Cup, depois por Bwin Cup e após a sentença do Tribunal da Relação do Porto, de 6 de janeiro de 2012, que impediu a bwin de publicitar a sua marca através de patrocínios ou publicidade, passou a chamar-se Taça da Liga. O atual patrocínio da Allianz durou até 2024.

## Formato da prova

### Histórico
A Taça da Liga sofreu diversas alterações desde a sua edição inaugural com o objetivo de aumentar o número de partidas e de receitas para  os clubes e para a Liga. Até à temporada 2010-11 o formato era o seguinte:
- Primeira Fase: apenas equipas da Segunda Liga (com exceção das equipas B) divididas em quatro grupos, no formato todos contra todos a uma volta. Os 2 clubes melhores classificados de cada grupo avançam para a 2ª Fase;
- Segunda Fase: eliminatória a duas mãos entre os oito clubes apurados da 1ª Fase, os dois clubes promovidos à Primeira Liga na época anterior e as equipas classificadas entre o 9º e 14º lugar da Primeira Liga da temporada anterior.
- Terceira Fase: quatro grupos de quatro equipas cada, contendo os vencedores da segunda fase e as oito equipas melhores classificadas da Primeira Liga da época anterior, no formato todos contra todos a uma volta. Apenas os vencedores de cada grupo avançam para a Fase Final.
- Fase Final: as meias-finais e a Final são disputadas em jogo único.

### Presente
Desde a temporada 2016-17 o formato da Taça da Liga é o seguinte:
- 1.ª Fase: os clubes da II Liga (com exceção das equipas B) disputam uma eliminatória a uma só mão, com sorteio puro.
- 2.ª Fase: aos vencedores da 1.ª Fase juntam-se os clubes da I Liga (com exceção dos 4 primeiros classificados da I Liga na época anterior) para disputarem uma eliminatória a uma só mão, com sorteio puro.
- 3.ª Fase: os vencedores da 2.ª Fase juntam-se aos 4 primeiros classificados da I Liga na época anterior para formarem 4 grupos de 4 equipas cada, no formato todos contra todos a uma volta, com sorteio em que os 4 clubes anteriormente isentos serão cabeças-de-série, ficando alocados um em cada grupo. Apenas os vencedores de cada grupo se apuram para a Fase Final.
- Final Four: as meias-finais e a final são disputadas no mesmo estádio e na mesma semana.

## Troféu
Desde a sua criação em 2007 a Taça da Liga teve 5 troféus oficiais destinados aos clubes vencedores.

Taça Carlsberg 2007–2010
Taça Bwin 2010–2011
Taça da Liga 2011–2015
Taça CTT 2015–2018
Allianz Cup 2018–atualidade

## Vencedores
| Época   | Clube              | Capitão          | Treinador        |
| ------- | ------------------ | ---------------- | ---------------- |
| 2007–08 | Vitória de Setúbal | Sandro           | Carlos Carvalhal |
| 2008–09 | Benfica            | Nuno Gomes       | Quique Flores    |
| 2009–10 | Benfica 2          | Nuno Gomes       | Jorge Jesus      |
| 2010–11 | Benfica 3          | Nuno Gomes       | Jorge Jesus      |
| 2011–12 | Benfica 4          | Luisão           | Jorge Jesus      |
| 2012–13 | SC Braga           | Alan             | José Peseiro     |
| 2013–14 | Benfica 5          | Luisão           | Jorge Jesus      |
| 2014–15 | Benfica 6          | Luisão           | Jorge Jesus      |
| 2015–16 | Benfica 7          | Luisão           | Rui Vitória      |
| 2016–17 | Moreirense         | André Micael     | Augusto Inácio   |
| 2017–18 | Sporting           | Rui Patrício     | Jorge Jesus      |
| 2018–19 | Sporting 2         | Nani             | Marcel Keizer    |
| 2019–20 | SC Braga 2         | Fransérgio       | Rúben Amorim     |
| 2020–21 | Sporting 3         | Sebastián Coates | Rúben Amorim     |
| 2021–22 | Sporting 4         | Luís Neto        | Rúben Amorim     |
| 2022–23 | FC Porto           | Pepe             | Sérgio Conceição |
| 2023–24 | SC Braga 3         | Ricardo Horta    | Artur Jorge      |
| 2024–25 | Benfica 8          | Nicolás Otamendi | Bruno Lage       |

## Finais
| Época   | Vencedor           | Res.           | Finalista          | Local                       |
| ------- | ------------------ | -------------- | ------------------ | --------------------------- |
| 2007–08 | Vitória de Setúbal | 0 – 0 (3–2 gp) | Sporting           | Estádio do Algarve          |
| 2008–09 | Benfica            | 1 – 1 (3–2 gp) | Sporting           | Estádio do Algarve          |
| 2009–10 | Benfica            | 3 – 0          | FC Porto           | Estádio do Algarve          |
| 2010–11 | Benfica            | 2 – 1          | Paços de Ferreira  | Estádio Cidade de Coimbra   |
| 2011–12 | Benfica            | 2 – 1          | Gil Vicente        | Estádio Cidade de Coimbra   |
| 2012–13 | SC Braga           | 1 – 0          | FC Porto           | Estádio Cidade de Coimbra   |
| 2013–14 | Benfica            | 2 – 0          | Rio Ave            | Estádio Municipal de Leiria |
| 2014–15 | Benfica            | 2 – 1          | Marítimo           | Estádio Cidade de Coimbra   |
| 2015–16 | Benfica            | 6 – 2          | Marítimo           | Estádio Cidade de Coimbra   |
| 2016–17 | Moreirense         | 1 – 0          | SC Braga           | Estádio Algarve             |
| 2017–18 | Sporting           | 1 – 1 (5–4 gp) | Vitória de Setúbal | Estádio Municipal de Braga  |
| 2018–19 | Sporting           | 1 – 1 (3–1 gp) | FC Porto           | Estádio Municipal de Braga  |
| 2019–20 | SC Braga           | 1 – 0          | FC Porto           | Estádio Municipal de Braga  |
| 2020–21 | Sporting           | 1 – 0          | SC Braga           | Estádio Municipal de Leiria |
| 2021–22 | Sporting           | 2 – 1          | Benfica            | Estádio Municipal de Leiria |
| 2022–23 | FC Porto           | 2 – 0          | Sporting           | Estádio Municipal de Leiria |
| 2023–24 | SC Braga           | 1 – 1 (5–4 gp) | Estoril            | Estádio Municipal de Leiria |
| 2024–25 | Benfica            | 1 – 1 (7–6 gp) | Sporting           | Estádio Municipal de Leiria |

## Palmarés
Desde a sua criação em 2007–08 há registo de 6 clubes vencedores da Taça da Liga.
| Nº | Clube              | Títulos | Finalista | Anos dos títulos                                                       | Anos dos vices                     |
| -- | ------------------ | ------- | --------- | ---------------------------------------------------------------------- | ---------------------------------- |
| 1º | Benfica            | 8       | 1         | 2008–09, 2009–10, 2010–11, 2011–12, 2013–14, 2014–15, 2015–16, 2024–25 | 2021–22                            |
| 2º | Sporting           | 4       | 4         | 2017–18, 2018–19, 2020–21, 2021–22                                     | 2007–08, 2008–09, 2022–23, 2024–25 |
| 3º | SC Braga           | 3       | 2         | 2012–13, 2019–20, 2023–24                                              | 2016–17, 2020–21                   |
| 4º | FC Porto           | 1       | 4         | 2022–23                                                                | 2009–10, 2012–13, 2018–19, 2019–20 |
| 5º | Vitória de Setúbal | 1       | 1         | 2007–08                                                                | 2017–18                            |
| 6º | Moreirense         | 1       | –         | 2016–17                                                                |                                    |
| 7º | Marítimo           | –       | 2         | –                                                                      | 2014–15, 2015–16                   |
| 8º | Paços de Ferreira  | –       | 1         | –                                                                      | 2010–11                            |
| –  | Gil Vicente        | –       | 1         | –                                                                      | 2011–12                            |
| –  | Rio Ave            | –       | 1         | –                                                                      | 2013–14                            |
| –  | Estoril            | –       | 1         | –                                                                      | 2023–24                            |

## Quadro de Honra

### Vitórias consecutivas
Até ao momento somente dois clubes conseguiram vitórias consecutivas na Taça da Liga.
| Nº  | Clube    | Tetras | Tris | Bis |
| --- | -------- | ------ | ---- | --- |
| 1.º | Benfica  | 1      | 2    | 2   |
| 2.º | Sporting | –      | –    | 2   |

### Treinadores
Até ao momento 11 treinadores venceram a Taça da Liga.
| Nº | Treinador        | Venceu | Clube(s)                   |
| -- | ---------------- | ------ | -------------------------- |
| 1º | Jorge Jesus      | 6      | Benfica (5), Sporting (1)  |
| 2º | Rúben Amorim     | 3      | Sporting (2), SC Braga (1) |
| 3º | Carlos Carvalhal | 1      | Vitória de Setúbal         |
| 3º | Quique Flores    | 1      | Benfica                    |
| 3º | José Peseiro     | 1      | SC Braga                   |
| 3º | Rui Vitória      | 1      | Benfica                    |
| 3º | Augusto Inácio   | 1      | Moreirense                 |
| 3º | Marcel Keizer    | 1      | Sporting                   |
| 3º | Sérgio Conceição | 1      | FC Porto                   |
| 3º | Artur Jorge      | 1      | SC Braga                   |
| 3º | Bruno Lage       | 1      | Benfica                    |

### Associações de Futebol
Até hoje 4 Associações de Futebol têm clubes filiados como vencedores da Taça da Liga.
| Nº | Associação | Venceu | Clube(s)                     |
| -- | ---------- | ------ | ---------------------------- |
| 1º | AF Lisboa  | 12     | Benfica (8), Sporting (4)    |
| 2º | AF Braga   | 4      | SC Braga (3), Moreirense (1) |
| 3º | AF Setúbal | 1      | Vitória de Setúbal (1)       |
| 3º | AF Porto   | 1      | FC Porto (1)                 |

## Recordes
- Com 8 Taças da Liga conquistadas o Benfica é o clube com o recorde de troféus da prova.
- Com 7 troféus conquistados, Luisão, representando o Benfica, é o jogador com o recorde de troféus da prova.
- Na edição de 2019–20, Rúben Amorim tornou-se no primeiro homem a vencer a Taça da Liga como jogador (5 troféus pelo Benfica e 1 pelo SC Braga) e como treinador (2 pelo Sporting e 1 pelo SC Braga).
- Com 9 Finais disputadas o Benfica é o clube com o recorde de Finais na prova.
- Com 4 Finais perdidas, o FC Porto e o Sporting são os clubes com o recorde de finais perdidas na prova.
- Em 2011–12 o Benfica tornou-se na única equipa a vencer quatro Taças da Liga de forma consecutiva.
- Em 2015–16 o Benfica venceu o Marítimo por 6–2, na final mais desnivelada e com mais golos (8 no total) da história.